# Championnat de Roumanie de football 1978-1979
Navigation
Saison précédente Saison suivante
La saison 1978-1979 du Championnat de Roumanie de football était la 61e édition de la première division roumaine. Le championnat rassemble les 18 meilleures équipes du pays au sein d'une poule unique, où chaque club rencontre tous ses adversaires 2 fois, à domicile et à l'extérieur.
C'est le FC Argeș Pitești qui termine en tête du championnat et remporte le 2e titre de champion de Roumanie de son histoire.

## Les 18 clubs participants
| - Dinamo Bucarest - FC Bihor Oradea - FC Baia Mare - Promu de Divizia B - Steaua Bucarest - ASA Târgu Mureș - Sportul Studențesc Bucarest - Chimia Râmnicu Vâlcea - Promu de Divizia B - Universitatea Craiova - Politehnica Iași | - UT Arad - FC Argeș Pitești - FC Corvinul Hunedoara - SC Bacău - Olimpia Satu Mare - FCM Târgoviște - SC Jiul Petroșani - Politehnica Timișoara - FC Gloria Buzău - Promu de Divizia B |

## Compétition

### Classement
Le classement est établi en utilisant le barème suivant :
- Victoire : 2 points
- Match nul : 1 point
- Défaite, forfait ou abandon : 0 point

| Rang | Équipe                      | Pts | J  | G  | N | P  | Bp | Bc | Diff |
| ---- | --------------------------- | --- | -- | -- | - | -- | -- | -- | ---- |
| 1    | FC Argeș Pitești            | 45  | 34 | 20 | 5 | 9  | 54 | 29 | +25  |
| 2    | Dinamo Bucarest             | 41  | 34 | 16 | 9 | 9  | 51 | 28 | +23  |
| 3    | Steaua Bucarest (T) (C)     | 40  | 34 | 18 | 4 | 12 | 57 | 32 | +25  |
| 4    | Universitatea Craiova       | 38  | 34 | 15 | 8 | 11 | 40 | 25 | +15  |
| 5    | FC Baia Mare (P)            | 38  | 34 | 17 | 4 | 13 | 42 | 38 | +4   |
| 6    | Sportul Studențesc Bucarest | 35  | 34 | 14 | 7 | 13 | 42 | 41 | +1   |
| 7    | FCM Târgoviște              | 35  | 34 | 15 | 5 | 14 | 38 | 38 | 0    |
| 8    | SC Bacău                    | 34  | 34 | 14 | 6 | 14 | 37 | 38 | -1   |
| 9    | ASA Târgu Mureș             | 32  | 34 | 13 | 6 | 15 | 49 | 59 | -10  |
| 10   | Olimpia Satu Mare           | 32  | 34 | 14 | 4 | 16 | 38 | 52 | -14  |
| 11   | Politehnica Timișoara       | 31  | 34 | 13 | 5 | 16 | 35 | 37 | -2   |
| 12   | Politehnica Iași            | 31  | 34 | 11 | 9 | 14 | 37 | 44 | -7   |
| 13   | FC Gloria Buzău (P)         | 31  | 34 | 13 | 5 | 16 | 34 | 46 | -12  |
| 14   | SC Jiul Petroșani           | 31  | 34 | 13 | 5 | 16 | 38 | 51 | -13  |
| 15   | Chimia Râmnicu Vâlcea (P)   | 31  | 34 | 13 | 5 | 16 | 38 | 54 | -16  |
| 16   | FC Corvinul Hunedoara       | 30  | 34 | 13 | 4 | 17 | 45 | 50 | -5   |
| 17   | UT Arad                     | 29  | 34 | 11 | 7 | 16 | 45 | 46 | -1   |
| 18   | FC Bihor Oradea             | 28  | 34 | 10 | 8 | 16 | 37 | 49 | -12  |

|  | Qualifié pour la Coupe des clubs champions 1979-1980 |
|  | Qualifié pour la Coupe des Coupes 1979-1980          |
|  | Qualifié pour la Coupe UEFA 1979-1980                |
|  | Relégation en Divizia B                              |

## Bilan de la saison
| Tableau d'Honneur                   |                  |
| Compétition                         | Vainqueur        |
| Championnat de Roumanie de football | FC Argeș Pitești |
| Coupe de Roumanie de football       | Steaua Bucarest  |

| Qualifications européennes          |                                       |
| Compétition                         | Qualifié                              |
| Coupe des clubs champions 1979-1980 | FC Argeș Pitești                      |
| Coupe des Coupes 1979-1980          | Steaua Bucarest                       |
| Coupe UEFA 1979-1980                | Dinamo Bucarest Universitatea Craiova |

| Promotions et relégations |                                                  |
| Promus en Divizia A       | Universitatea Cluj FC Olt Scornicești FCM Galați |
| Relégués en Divizia B     | FC Corvinul Hunedoara UT Arad FC Bihor Oradea    |